# Phillips Exeter Academy
La Phillips Exeter Academy (également appelée Exeter, Phillips Exeter ou PEA) est une école privée mixte en internat, pour des élèves en lycée de la troisième à la terminale et en cycle postgraduate, qui occupe une superficie de 250 hectares à Exeter dans l'État du New Hampshire aux États-Unis, à 50 kilomètres au nord de Boston.
Parmi les anciens élèves de la Phillips Exeter se trouvent de nombreuses personnalités telles que le sénateur Daniel Webster (1796), le président Franklin Pierce (1820), Robert Lincoln, fils d'Abraham Lincoln (1860), Ulysses Simpson Grant Junior, fils du président Grant (1870), Richard et Francis Cleveland, fils du président Grover Cleveland, le lauréat du prix Pulitzer Booth Tarkington (1889), ou encore l'écrivain John Knowles (1945) et Mark Zuckerberg (2002). Les élèves et anciens élèves d'Exeter ont l'habitude de s'appeler exoniens.
L'Exeter Academy est célèbre pour avoir développé une méthode pédagogique dite de la table de Harkness (en), un enseignement interactif dispensé autour d'une table ovale, qui pourrait ressembler à la méthode socratique de questionnements et de débats.
Sa rivale traditionnelle est la Phillips Academy à Andover (Massachusetts), rivalité qui s'exprime depuis 1878 lors de la compétition annuelle de football américain Exeter-Andover Rivalry (en).

## Histoire

### Origines

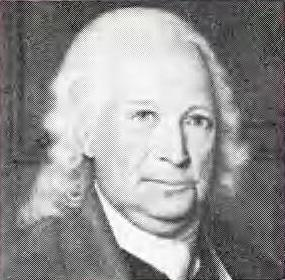
John Phillips, le fondateur de la Phillips Exeter Academy.

La Phillips Exeter Academy a été fondée en 1781 par l'enseignant John Phillips et sa femme Elizabeth. L'école devait éduquer les élèves grâce à une méthode d'enseignement religieux calviniste. Phillips avait d'abord épousé Sarah Gilman, la riche veuve de son cousin le négociant Nathaniel Gilman, qui lui fit don de sa fortune et lui permit de financer l'école. La plus grande partie de la propriété sur laquelle se trouve l'EPA fut donnée par la famille Gilman, dont le Yard, la plus ancienne partie de l'ensemble, offert en 1793 par le gouverneur du New Hampshire John Taylor Gilman. La première classe de l'école comptait sept membres de la famille Gilman,. En 1814, Nicholas Gilman, signataire de la Constitution des États-Unis, offrit 1 000 dollars à Exeter pour développer l'enseignement de la musique sacrée.
John Phillips était également l'oncle de Samuel Phillips Jr., le fondateur de la Phillips Academy à Andover (Massachusetts) en 1778. Cette rivalité familiale est à l'origine de la rivalité académique entre les deux écoles qui comparent chaque année leurs qualités athlétiques,.
L'acte de donation (« The Deed Gift ») d'Exeter, rédigé par John Phillips lors de la fondation de l'école, précise que la mission d'Exeter est d'insuffler à ses élèves à la fois la vertu et la connaissance :

« Par-dessus tout nous souhaitons que l'attention des enseignants à la disposition des esprits et à la morale des jeunes qui leur sont confiés dépasse toutes les autres ; considérant que la vertu sans la connaissance est faible et médiocre et que la connaissance sans la vertu est dangereuse, les deux réunies forment les nobles personnages et établissent le plus sûr et le plus utile fondement de l'Humanité. »

Une fois par an lors du discours de rentrée de la nouvelle année scolaire, le directeur évoque la pérennité de cet acte de donation. Dans le même état d'esprit, les plus grands engagements demandés aux étudiants sont l'honnêteté et l'assiduité scolaire.
En 1859, les auteurs Austin J. Coolidge et John B. Mansfield écrivaient à propos des diplômés de l'école : « Une telle constellation de noms qui apparaît sur les livres de cette institution ne pourra sans doute jamais être comparée à n'importe quelle autre sur ce continent ».

### La donation de Harkness
Le 9 avril 1930, le philanthrope et magnat du pétrole Edward Harkness (en) écrivit au directeur d'Exeter, Lewis Perry, en lui demandant comment un don substantiel qu'il comptait faire à l'Exeter Academy pourrait être mis à profit pour concevoir une nouvelle façon d'enseigner et d'apprendre :

« J'imagine une salle de classe dans laquelle les étudiants pourraient s'asseoir autour d'une table, avec un professeur qui parlerait avec eux et leur apprendrait les choses avec une sorte de méthode didacticielle ou de conférence, où chaque étudiant se sentirait encouragé à prendre la parole. Ce serait une véritable révolution dans les méthodes. »

Le résultat fut la mise au point d'une méthode d'enseignement, la « méthode Harkness », par laquelle un enseignant et son groupe d'étudiants travaillent ensemble, échangent les idées et les informations, similaire à la méthode Socratique. En novembre 1930, Harkness fait un don de 5,8 millions de dollars à Exeter pour soutenir cette initiative. Depuis lors, cette méthode de discussion est le principal mode d'enseignement de l'Exeter Academy, et se déroule autour d'une table ovale baptisée The Harkness Table.

### La méthode Harkness
La plupart des cours de la Phillips Exeter Academy ont lieu autour d'une table. Il n'y a pas de rangées de chaises ni de cours magistraux. Elles sont généralement composées de 12 à 15 élèves.
Au fil du temps, la méthode Harkness a placé au centre de l'enseignement l'action et le rôle central de l'élève. Par exemple, les mathématiques ne sont pas enseignées à l'aide de manuels scolaires traditionnels : les enseignants utilisent des classeurs d'exemples et de problèmes écrits collectivement au sein du département des mathématiques. Les élèves font leurs devoirs à partir de ces classeurs, et doivent présenter leurs solutions en classe au tableau. Ils n'apprennent pas à l'avance les théorèmes, ni les démonstrations, ni les principes, mais ceux-ci doivent leur apparaître naturellement grâce au travail sur les exemples.

### Mixité
L'Exeter Academy est devenue mixte en 1970, et compte aujourd'hui approximativement le même nombre de garçons et de jeunes filles.
En 1996, pour illustrer cette mixité, une inscription latine a été ajoutée au-dessus de l'entrée principale de l'école : « Hic Quaerite Pueri Puellaeque Virtutem et Scientiam » (« Entrez ici, filles et garçons, chercher la vertu et la connaissance »). Cette nouvelle inscription remplace celle d'origine : « Huc Venite, Pueri, ut Viri Sitis » (« Garçons entrez ici, afin de devenir des hommes »).

## Enseignement
Les cours ont lieu du lundi au samedi, mais mercredi et samedi sont des demi-journées. Exeter utilise un système de notation à onze points, dans lequel un 20/20 vaut onze points. Le ratio élèves / enseignants est de 5. La majorité des professeurs sont diplômés de l'enseignement supérieur.
Il est proposé aux élèves de prendre des cours de lettres, de langues classiques ou modernes, d'informatique, d'anglais, de sciences du corps, d'histoire, de mathématiques, de religion, et de sciences. La plupart des étudiants obtiennent un diplôme de lettres anglaises, mais ceux qui se spécialisent en latin ou grec ancien obtiennent un diplôme de lettres classiques.
L'école respecte la tradition de la remise des prix, généralement lors d'une cérémonie annuelle de remise des diplômes, le Prize Day. Mais certains prix peuvent être remis lors d'occasions spéciales (Graduation Day Awards et Lamont Young Poet Day Awards).

### Études hors campus
La Phillips Exeter Academy tutorise des programmes trimestriels d'études à l'étranger :
- Royaume-Uni : Stratford-upon-Avon,
- France : Grenoble,
- Russie : Saint-Pétersbourg,
- Bahamas : Cape Eleuthera,
- Allemagne : Göttingen,
- Irlande : Ballytobin (Callan),
- Taïwan : Taichung,
- Mexique : Cuernavaca,

Ainsi que des sessions scolaires complètes en :
- Chine : Pékin,
- France : Rennes,
- Italie : Viterbe
- Espagne : Saragosse

L'école propose également des programmes d'été en langues étrangères en France, au Japon, en Espagne, et à Taïwan, ainsi que le Washington Intern Program, qui offre aux étudiants des stages au bureau d'un sénateur ou d'un représentant du Congrès. Le programme de la Milton Mountain School permet en outre d'étudier dans la petite localité de Vershire dans le Vermont.

### Classes préparatoires
À l'origine, Exeter était considérée comme une école préparatoire à l'université Harvard, comme sa rivale la Phillips Academy était la porte d'entrée de Yale. Mais aujourd'hui les exoniens sont admis dans de nombreuses universités américaines ou étrangères. Depuis plusieurs années, la plupart des élèves d'Exeter intègrent Harvard mais leur nombre limité ne représente pas la majorité des admissions de cette école.
Les élèves de la promotion 2005-2007 ont intégré pour la plupart (classement alphabétique) le Dartmouth College, l'université de Georgetown, l'université Harvard, l'université de Pennsylvanie, l'université de Princeton, l'université Stanford, l'université Tufts, et l'université Yale.

## Profil des étudiants
L'école revendique une tradition de démocratie et de diversité.
Pendant la guerre de Sécession, trois étudiants blancs du Kentucky s'étaient confrontés au directeur de l'époque, Gideon Lane Soule, à propos de la présence d'un élève afro-américain à Exeter. Lorsqu'ils demandèrent que l'élève soit expulsé en raison de sa couleur, Soule leur répondit : « vous pouvez faire ce que vous voulez, mais ce garçon restera ».

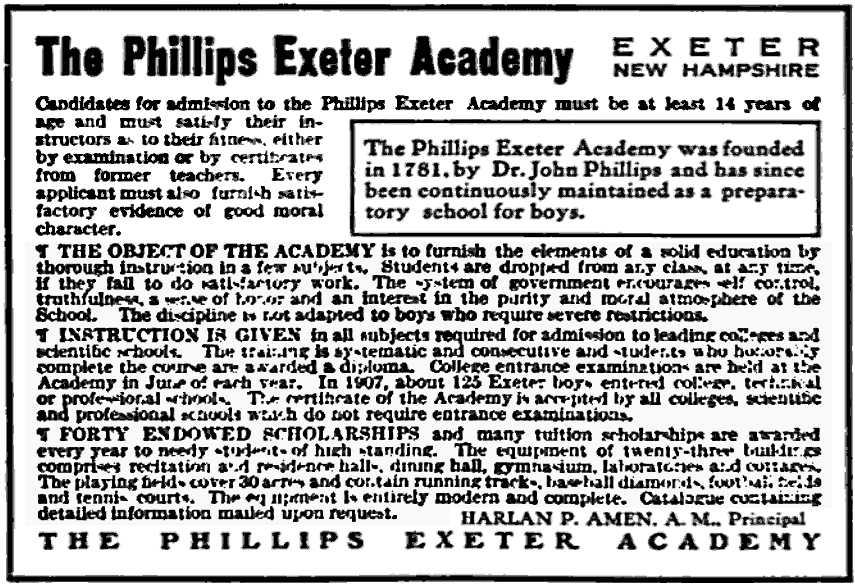
Publicité de 1909 pour la Phillips Exeter Academy.

L'une des devises non officielles d'Exeter - « Des jeunes de tous les quartiers » - est extraite de l'acte de donation, et est largement citée et soulignée dans le cours d'introduction des étudiants de première année à la rentrée. Cette phrase a également influencé la politique d'admission de l'école. L'ancien directeur des bourses d'études H. Hamilton "Hammy" Bissell (en) a longtemps travaillé pour permettre à des étudiants qualifiés de tous les États-Unis d'entrer à Exeter.
En 2006, le corps des étudiants regroupe des élèves de 45 États, du Columbia District, de Porto Rico, des Îles Vierges, et de 26 pays. Les étudiants d'origine non européenne représentent 38 % de l'ensemble (dont 24 % d'asiatiques, 8 % de noirs, 6 % d'hispaniques et latino-américains, 0,4 % d'amérindiens). 13 % des étudiants font l'objet d'une politique de discrimination positive (legacy preferences). Parmi les 345 nouveaux élèves admis en 2006, 54 % provenaient de l'enseignement public, et 46 % de l'enseignement privé, religieux, militaire, familial, ou d'écoles étrangères.
La plupart des étudiants (81 %) vivent sur le campus d'Exeter, en résidence universitaire ou en appartements. Les 19 % restants sont des externes habitant les alentours.
La Phillips Exeter Academy utilise ses propres termes pour désigner les niveaux d'étude : les étudiants de première année sont les Juniors (surnommés les Preps), ceux de deuxième année les Lower Middlers ou Lowers, ceux de troisième année les Upper Middlers ou Uppers, et les étudiants de quatrième année les Seniors. Exeter admet aussi des postgraduates, ou PGs.

## Moyens financiers

### Frais de scolarité et aides financières
Les frais d'inscription à Exeter pour l'année 2009-2010 s'élevaient à 38 720 $ pour les étudiants pensionnaires et à 29 920 $ pour les externes. S'ajoutent environ 850 $ pour les manuels scolaires, 720 $ de cotisations obligatoires (300 $ pour les externes), et divers frais pour des services optionnels (respectivement 1 213 $ ou 684 $).
Selon les besoins, Exeter peut proposer des aides financières dont bénéficient de nombreuses familles dont le revenu n'excède pas 200 000 $. Toutes les aides financières sont faites sous forme de bourses ou de subventions qui n'ont pas besoin d'être remboursées. En novembre 2007, le directeur Tyler Tingley annonçait qu'à partir de l'année scolaire 2008-2009 les étudiants dont les revenus des parents étaient inférieurs à 75 000 $ bénéficieraient de la gratuité de l'enseignement (comprenant les frais d'inscription, le logement en pension complète, les frais de déplacements depuis et vers l'école, un ordinateur portable, et diverses autres dépenses).

### Dotation
La dotation d'Exeter s'élevait à 1 milliard de dollars le 5 octobre 2007, mais a chuté de 21,8 % avec les effets de la crise financière de 2007-2010. Il s'agit de la troisième plus grosse dotation dans l'enseignement secondaire aux États-Unis, juste après celle des Kamehameha Schools (en) à Hawaï (9 milliards de dollars), et de la Milton Hershey School (en) à Hershey (Pennsylvanie) (7,8 milliards de dollars). Grâce notamment aux profits financiers de l'école et aux donations d'anciens élèves fortunés, la dotation s'élève à environ 1 million de dollars par élève.
Selon le New York Times, Exeter consacre en moyenne 63 500 $ par an à chacun de ses étudiants, un montant largement supérieur à celui des frais de scolarité (36 500 $ en 2007-2008). Les dépenses comprennent les frais de fonctionnement, les investissements en ordinateurs pour les élèves, les aides financières aux familles, ainsi que les divers services aux élèves comprenant deux piscines, deux terrains de hockey, et la Phillips Exeter Academy Library, la plus grande bibliothèque scolaire du monde. Exeter propose aussi un service de cafeteria de qualité.

## Campus

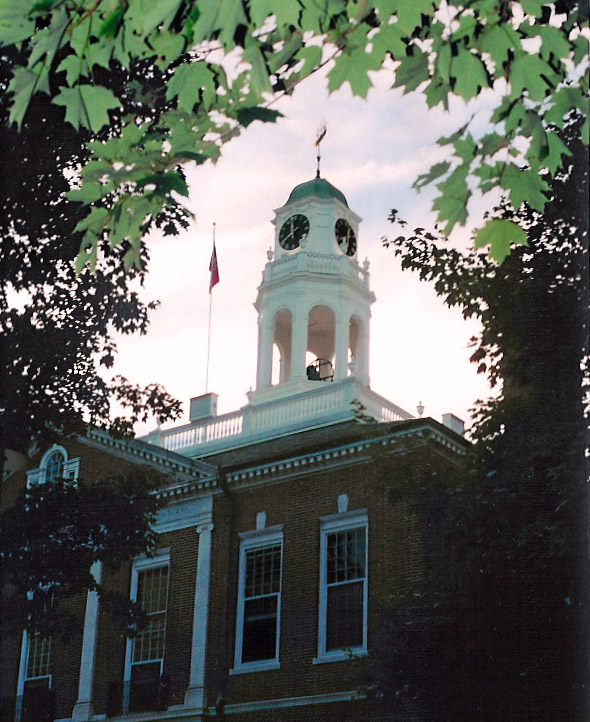
Academy Building, ou Phillips Church, le bâtiment principal.

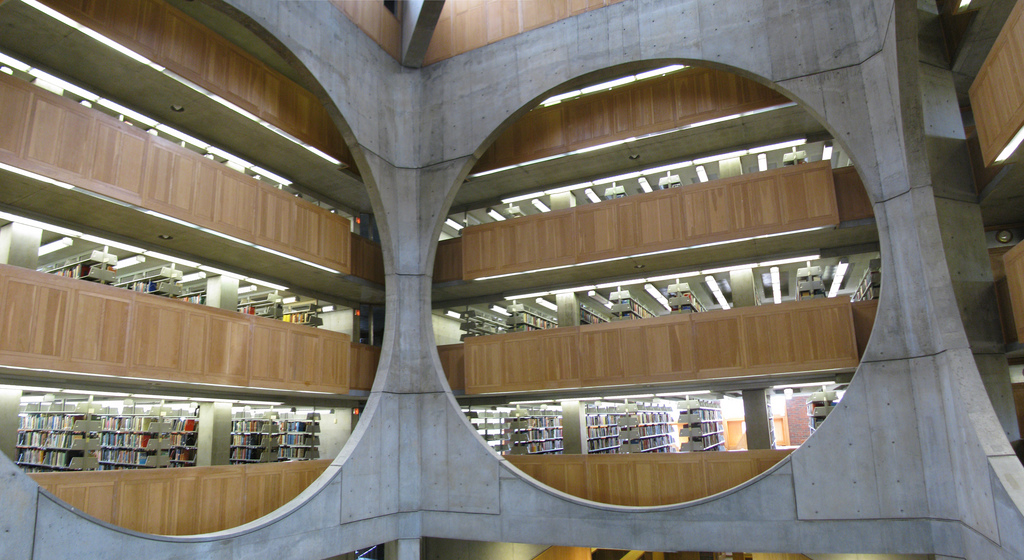
La bibliothèque (Exeter Library).

### Installations universitaires
- Le célèbre Academy Building, ou Phillips Church, est en fait le quatrième d'une série. Il a été construit en 1914 après qu'un incendie eut dévasté le troisième. La toute première construction date de 1897, une église paroissiale qui fut rachetée par l'Académie en 1922[20]. L'Academy Building a été conçu par l'architecte Ralph Adams Cram (en) du bureau Cram, Goodhue & Ferguson. Il abrite les départements d'histoire, de mathématiques, de religion, et de langues classiques, ainsi qu'un petit mais remarquable musée d'archéologie et d'anthropologie. Deux ailes ont été ajoutées au corps principal entre 1920 et 1930, sous le mandat du directeur Lewis Perry. Le bâtiment contient également la salle des assemblées (appelée la chapelle). C'est là qu'étaient autrefois organisés des services œcuméniques chaque matin du lundi au samedi avant le début des cours, dont la participation était obligatoire pour tous les élèves conformément aux souhaits des fondateurs de l'école. La cloche (visible sur la photo) sonnait pour appeler les étudiants au culte : un, deux, trois, quatre, puis cinq coups. Aux cinq coups, les surveillants parcouraient les rangées pour contrôler la présence des élèves sur les bancs. La cloche sonne encore aujourd'hui pour annoncer la fin des cours. Bien qu'étant une église à l'origine, le bâtiment possède maintenant des espaces interconfessionnels à l'usage des élèves : un temple hindouiste, une mosquée et une fontaine d'ablutions, une cuisine cachère, et une salle de méditations. Les services de la Phillips Church proposent la prière du soir le mardi, la méditation du jeudi, ainsi qu'un forum d'échange Indaba.
- Aussi célèbre, la bibliothèque de la Phillips Exeter Academy date de 1945. Conçue par Louis Kahn, elle a une capacité de 250 000 volumes, et abritait 162 000 livres en 2009. Cette bibliothèque scolaire est la plus grande du monde[21]. Lors de son inauguration, Ada Louise Huxtable, critique d'architecture au New York Times, décrivit cette bibliothèque comme un ouvrage « qui se distingue par sa sérénité et son impressionnante beauté ». Elle dit que l'espace central de la bibliothèque « surprend le visiteur avec un spectacle à couper le souffle ». Le titre de son article saluait Exeter Library comme « un magnifique hymne aux livres ».
- Le Phillips Hall est le bâtiment du département des lettres anglaises et modernes. Au premier étage se trouve la Elting Room, et au cinquième étage la Daniel Webster Debate Room, utilisée lors des délibérations des jurys. Le Phillips Hall a été construit en 1932 pendant la mandature de Lewis Perry, grâce aux dons de Harkness, et ses salles de classe sont conçues aux dimensions des Tables de Harkness.
- Le Phelps Science Center, construit par Centerbrook Architects[22], contient un laboratoire et des salles de classe. Il a reçu en 2004 le prix d'honneur du New Hampshire de l'excellence en architecture par l'American Institute of Architects. Il abrite un restaurant-grill, un bureau de poste, un auditorium de 300 places, et des espaces pour les clubs d'étudiants (the Pean (Phillips Exeter Annual, le magazine annuel des élèves), the Exonian (journal d'informations des élèves, le plus ancien journal scolaire du pays[23]), PEALife Magazine, le bureau des élèves, ainsi que WPEA, la radio associative du campus).
- Le Fisher Theater est le bâtiment du département de théâtre, de la Shakespeare Society, et de la Dramatic Association (DRAMAT). À l'intérieur se trouvent un cinéma de 100 places et un théâtre de 225 places.
- Le Forrestal-Bowld Music Center qui comprend le département des musiques, une bibliothèque musicale, trois grandes salles de répétitions, des bureaux, et des dizaines de pièces de répétition.
- Le Mayer Art Center, construit en 1903 pour les anciens élèves, abrite le département des arts et la Lamont Art Gallery.

### Équipements sportifs
- Le gymnase George H. Love a été construit en 1969. Il abrite dix terrains internationaux de squash, une piscine, deux terrains de basket-ball, une salle de musculation, un laboratoire de sciences du sport, des salles de gymnastique, deux anneaux de hockey sur glace, des vestiaires locaux et visiteurs.
- Le gymnase Thompson, construit en 1918, cadeau du colonel William Boyce Thompson (1890). Il possède un terrain de basket-ball, un studio de danse, une piscine, des vestiaires, une salle de vélo d'intérieur, et une salle de presse.
- The Thompson Cage construite en 1931 et également cadeau du Colonel W.B. Thompson. C'est une cage d'entraînement de frappe pour le baseball (voir Batting cage (en)), avec deux pistes, l'une en bois et l'autre en synthétique (surface polyvalente).
- Ralph Lovshin Track, une piste d'athlétisme extérieure tous-temps de 400 mètres, nommée en hommage à l'entraîneur Ralph Lovshin.
- Les Plimpton Playing Fields, des terrains de sport extérieurs, nommés en l'honneur de l'ancien élève et administrateur George Arthur Plimpton, promotion 1873.
- Le Phelps Stadium, utilisé pour les matches de football américain, de crosse, et depuis 2006 de hockey sur gazon.
- William G. Saltonstall Boathouse, le centre d'aviron du campus, sur la Squamscott River (en). Il porte le nom du neuvième directeur de l'école.
- Amos Alonzo Stagg Baseball Diamond, un terrain de baseball du nom du célèbre entraîneur Amos Alonzo Stagg, ancien élève d'Exeter.
- Hilliard Lacrosse Field (terrain de crosse).
- Roger Nekton Championship Pool (piscine).
- 23 courts de tennis extérieurs.
- plusieurs kilomètres de piste de cross-country et de course à pied.
- Une salle de pratique de lutte[24].

### Autres équipements
- La Nathaniel Gilman House, construite en 1740, est une grande maison coloniale avec un toit en mansarde (Gambrel roof)[25]. Elle fut construite pour les membres de la famille Gilman après qu'ils eurent offert à l'Académie la Benjamin Clark Gilman House en 1905. Elle est utilisée aujourd'hui par le Bureau des affaires et du développement des anciens élèves.
- Le Davis Center, une bibliothèque construite par Ralph Adams Cram. Le bâtiment est maintenant utilisé par le Service des aides financières.

### Les résidences

#### Côté nord
Garçons :
- Abbot Hall, 1855 - Du titre du second directeur, l'abbé Benjamin, il se caractérise par de hauts plafonds, résultat de la suppression de deux étages en 1972 et 1988 et d'une rénovation intérieure.
- Soule Hall, 1894 - Du nom du troisième directeur, Gideon Lane Soule, c'est la seule résidence équipée d'escaliers en spirale.
- Peabody Hall, 1896 - Oliver Peabody, William Peabody
- Williams House, 1810
- Ewald Hall, 1969 - John Ewald
- Main Street Hall, 1969
- Dutch House
- Dow House

Filles :
- Hoyt Hall, 1903 - Joseph Hoyt
- Merrill Hall, 1932 - Benjamin Merrill, don de Edward Harkness
- Lamont Hall, 1932 - Thomas W. Lamont
- Wheelwright Hall, 1934
- Langdell Hall - Christopher Langdell, don de Edward Harkness
- Gould House

#### Côté sud
Garçons :
- Webster Hall, 1912 - Daniel Webster
- Cilley Hall, 1925 - Bradbury Cilley
- Wentworth Hall, 1925 - George Wentworth
- Knight House

Filles :
- Dunbar Hall, 1908 - Charles Dunbar
- Amen Hall, 1925 - Harlan Amen
- Bancroft Hall, 1935 - George Bancroft, don de Edward Harkness
- McConnell Hall, 1963 - Neil McConnell
- Kirtland House

## Sports
La Phillips Exeter Academy possède un héritage d'équipes sportives de haut niveau. Le 19 octobre 1859 a été fondé le PEA Baseball Club, et la première assemblée de l'association sportive de la Phillips Exeter Academy a eu lieu le 6 septembre 1875. Les capitaines d'équipes sportives d'Exeter ont le privilège de pouvoir broder un « E » sur leur tenue, avec un certificat d'authenticité de la Phillips Exeter Academy Athletic Association,.
Les étudiants sont tenus de participer aux programmes sportifs internes ou inter-scolaires. L'école dispose de 65 équipes inter-scolaires aux niveaux universitaire et universitaire junior, ainsi que 27 équipes de sports internes. Des cours d'entraînement physique divers sont également proposés.

### Sports inter-scolaires

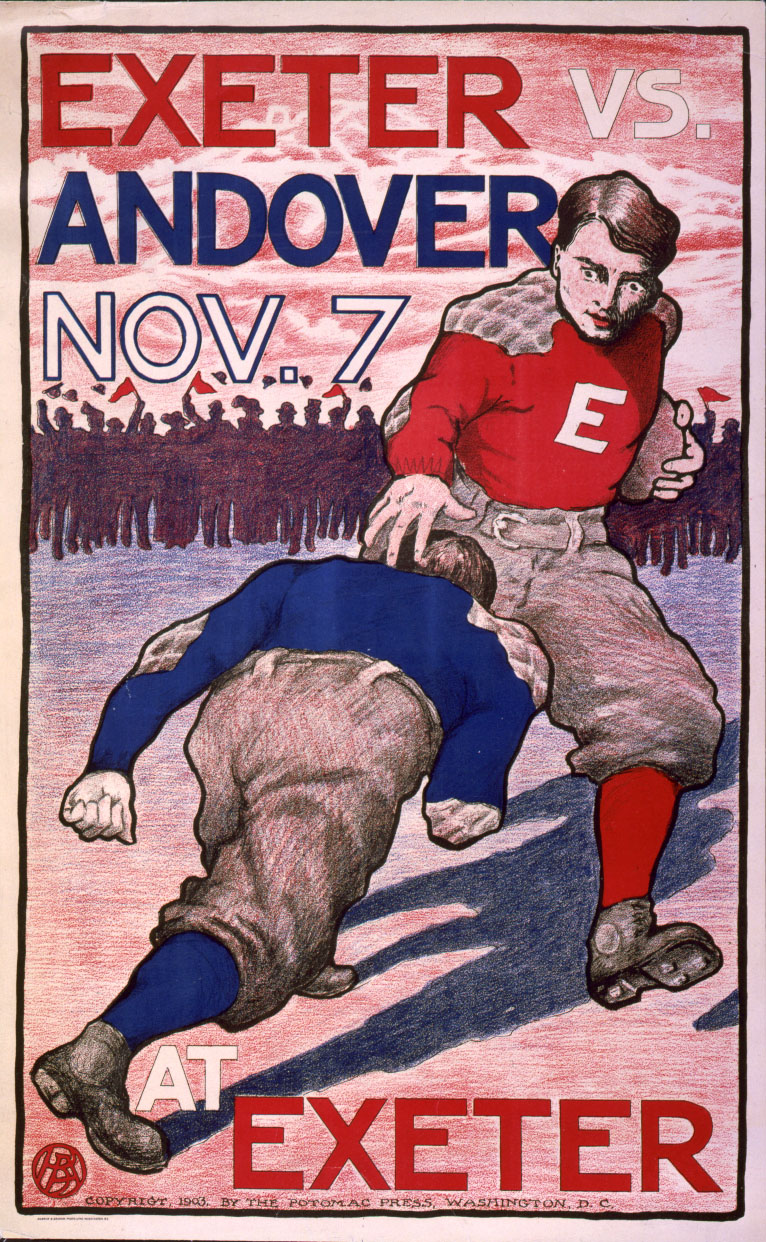
Tournoi de football américain Exeter-Andover, affiche de 1903.

### Sports inter-scolaires[26]
Automne :
- Cross-country masculin et féminin
- Football américain
- Hockey sur gazon
- Football masculin
- Football féminin
- Volley-ball
- Water-polo masculin

Hiver :
- Basket-ball masculin et féminin
- Hockey masculin
- Hockey féminin
- Squash masculin et féminin
- Natation sportive
- Athlétisme
- Lutte

Printemps :
- Baseball
- Aviron masculin et féminin
- Cyclisme
- Crosse masculine
- Crosse féminine
- Golf
- Softball
- Tennis masculin et féminin
- Athlétisme
- Water-polo féminin

### Équipes rivales
Le principal rival d'Exeter est la Phillips Academy d'Andover. La compétition qui oppose les deux écoles préparatoires est la plus ancienne d'Amérique. Exeter s'est inclinée 12 à 1 face à Andover lors de leur premier match de baseball le 2 mai 1878. Le 2 novembre 1878, c'est Andover qui a perdu 22 à 0 face à Exeter en football américain. L'un des matchs les plus mémorables eut lieu en 1913 avec la victoire d'Exeter sur Andover 59 à 0. Depuis 1878, la compétition de football américain entre les deux équipes a eu lieu presque chaque année ; actuellement c'est Andover qui compte le plus de victoires.
Parmi les autres opposants se trouvent Deerfield Academy, Northfield Mount Hermon, Brewster Academy, Choate Rosemary Hall, Groton School, Loomis Chaffee, Tabor Academy, Avon Old Farms, Worcester Academy, Cushing Academy, ainsi que d'autres campus et écoles préparatoires du nord-est des États-Unis.

### Victoires sportives
L'équipe masculine de water-polo a gagné 22 fois les tournois des écoles préparatoires de Nouvelle-Angleterre. Jusqu'à l'hiver 2008, l'équipe de natation hommes a remporté 15 des 17 championnats de Nouvelle-Angleterre, et a obtenu la deuxième place lors des deux seules défaites. L'équipe de cyclisme est championne en titre. L'équipe de lutte a remporté 13 fois la compétition.
Exeter est devenue incontournable lors des tournois de championnat de Nouvelle-Angleterre dans presque toutes les disciplines, sauf en 2005 avec la défaite des équipes de football masculine et féminine, et elle a remporté le championnat de football américain en 2003 et 2009. En 2007, l'équipe masculine de squash a terminé deuxième lors du championnat inter-scolaire de division A, et quatrième au tournoi national des lycées. Les équipes masculine et féminine de cross-country ont remporté le championnat NEPSTA plusieurs fois ces dix dernières années. Les équipes de lutte ont remporté plus de victoires que les autres écoles de Nouvelle-Angleterre, et celles de hockey sur glace ont été récemment championnes.
En aviron hommes, Exeter a remporté respectivement la première, la troisième et la quatrième place lors des championnats nationaux juniors des États-Unis de 1996, 2002, et 2008. L'aviron hommes fut la première discipline sportive organisée à Exeter, et pendant plus de cent ans de compétitions elle a produit plusieurs athlètes olympiques ou membres d'équipes nationales, et de nombreux membres d'équipes de première division. L'équipe féminine a terminé sixième lors des championnats de 2006, quatrième en 2007, troisième en 2008, et seconde en 2009.

## Vie des étudiants

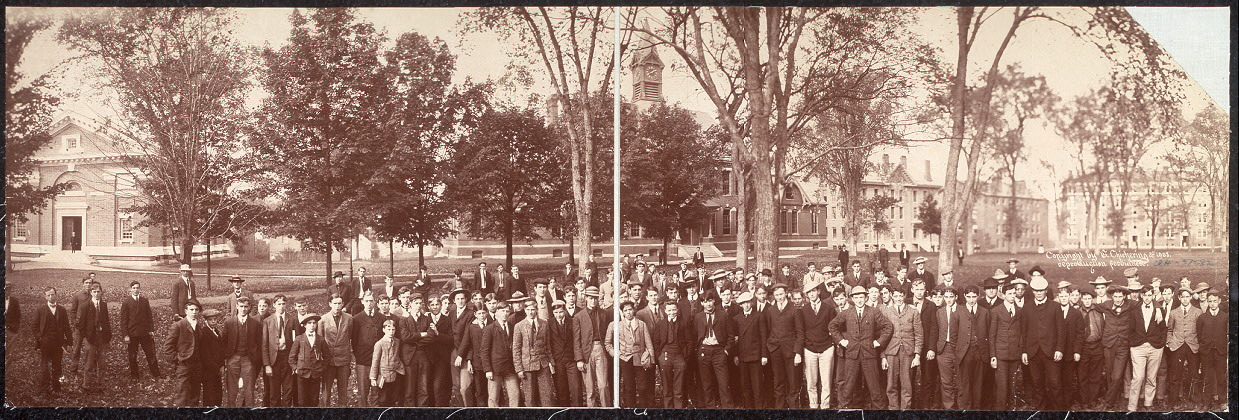
Groupe d'étudiants devant la Phillips Exeter Academy en 1903.

### Tenue vestimentaire
Les étudiants d'Exeter doivent porter une tenue réglementaire. Les garçons portent une chemise avec cravate ou un col roulé. Les filles portent soit une robe, une jupe ou un pantalon, avec un chemisier, un col roulé, un gilet ou un pull avec col ; leur tenue doit être correcte, d'une longueur suffisante (finger-tip length - « au bout des doigts » -). Un mouvement des étudiants pour ne plus porter de cravate le samedi a été tenté, mais sans succès.

### Activités parascolaires
La Phillips Exeter Academy compte environ une centaine de clubs, qui soutiennent des activités culturelles, scientifiques, sociales, politiques, sportives, religieuses, etc. L'une d'elles est l'édition d'un hebdomadaire, The Exonian (en), qui se revendique comme étant le plus ancien journal scolaire des États-Unis, sa publication ayant commencé en 1878. D'autres activités notables existent comme par exemple le club ESSO (Exeter Social Service Organization) qui développe des activités sociales à l'extérieur du campus, la chorale Peadquacs, ALES (Afro-Latino Exonian Society) qui organise des évènements multiculturels.
The Golden Branch (le rameau d'or), association scolaire fondée en 1818, forme les étudiants à la prise de parole en public, inspirée par le modèle de l'ancienne association de rhétorique de la Phillips Exeter Academy de 1807-1820. Plus portée sur la conduite de débats, cette organisation vise à préparer les étudiants aux techniques de communication et à l'intégration à l'université Harvard.

### Vie en internat
La majorité des étudiants vit en internat. Chaque étage est sous la responsabilité d'un surveillant et d'un délégué des élèves. Des contrôles de présence ont lieu du lundi au vendredi à 20 heures, 21 heures, et 22 heures, et à 23 heures le samedi soir. Des sanctions peuvent être prises lors des contrôles en cas de chambre en désordre, de retard à l'appel, d'absence en classe ou autres signes de mauvaise discipline, pouvant par exemple obliger l'élève à être présent dans sa chambre dès 19 heures (sanction appelée « 7s » ou « stricts »). La mixité est autorisée dans la salle commune pendant la journée, et dans les chambres seulement entre 19 et 20 heures (23 heures le samedi). Il est interdit de partager son lit avec une personne du sexe opposé.

## Emblèmes

### Le sceau
Les deux symboles d'Exeter sont le sceau, illustré d'une rivière, d'un soleil, et d'une ruche avec la devise de l'école, et le lion rampant. Le sceau possède certaines ressemblances avec celui de la Phillips Academy dessiné par Paul Revere, et son sujet est d'inspiration maçonnique : la ruche symbolise souvent le travail et la coopération en loge, dans l'exemple des études et des efforts communs des étudiants de l'école. Le lion rampant est inspiré par le blason de famille des Phillips, et pourrait suggérer que tous les anciens élèves de l'école font partie de la « famille exonienne ».
Exeter a trois devises :
- « Non Sibi » (en latin) - « Pas pour soi-même » - indiquant une vie basée sur la communauté et le devoir,
- « Finis origine pendet » (en latin) - « La fin dépend du commencement » - montrant l'accent porté sur le travail acharné comme point de départ à une vie adulte fructueuse,
- « Χάριτι Θεου » (en grec ancien) - « Par la grâce de Dieu » - qui reflète les origines calvinistes de l'école, dont le seul vestige aujourd'hui reste l'exigence que la plupart des étudiants suivent un cours de religion ou de philosophie[4].

### Les couleurs
Il existe plusieurs variantes des deux couleurs de la Phillips Exeter Academy, entre le pourpre et blanc et le bordeaux et argent. Le noir est également utilisé dans une moindre mesure. La cravate traditionnelle de l'école est bordeaux avec des rayures et des lions rampants de couleur argent.

## Liste d'anciens élèves

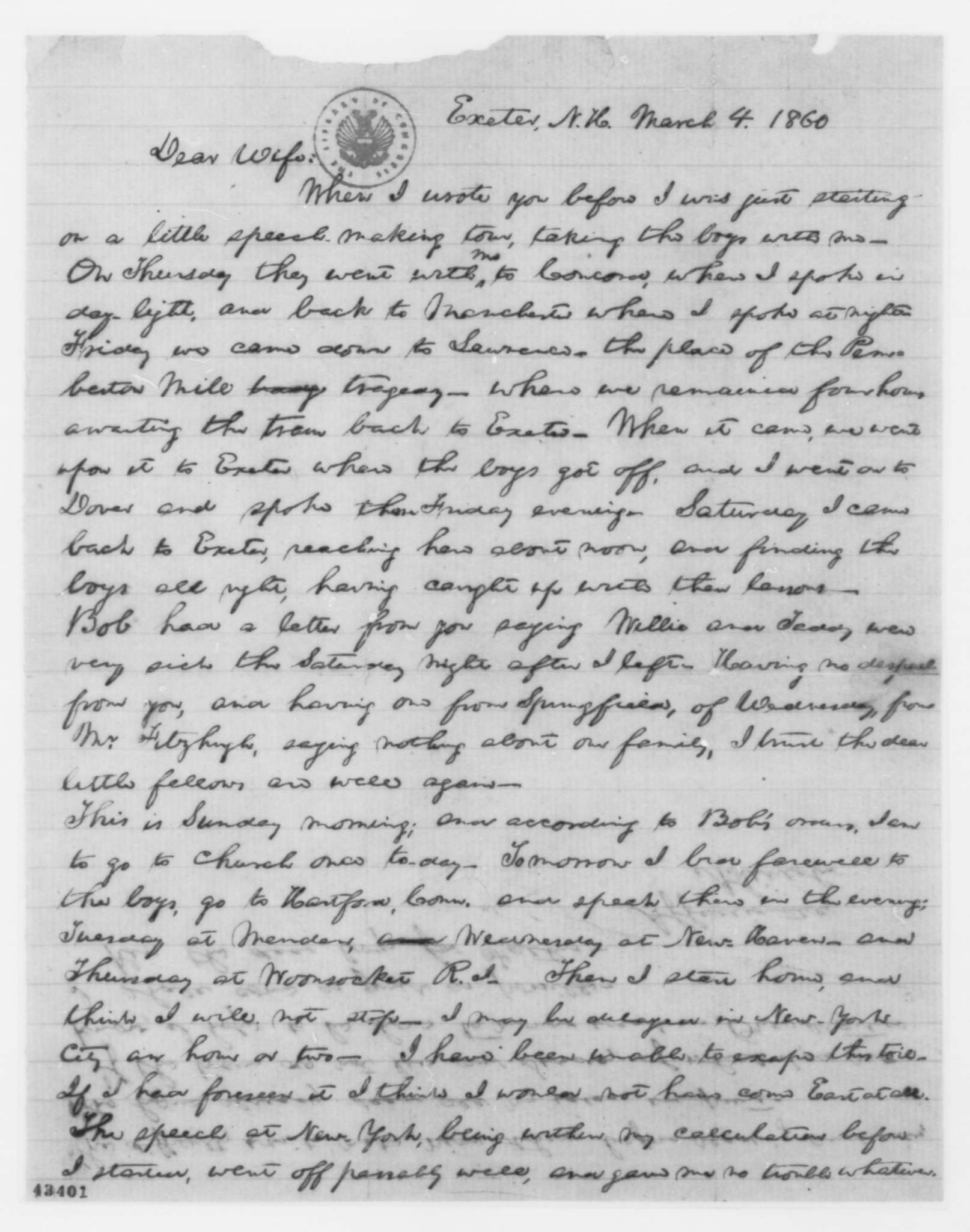
Lettre du président Abraham Lincoln à sa femme Mary, écrite à Exeter où Lincoln rendait visite à son fils Robert, alors étudiant à la Phillips Exeter University. Mars 1860.

- Lewis Cass (1792), secrétaire d'État des États-Unis.
- Daniel Webster (1796), secrétaire d'État des États-Unis.
- George Bancroft (1811), historien et homme politique américain, secrétaire à la Marine des États-Unis.
- Thomas Bulfinch (1810), écrivain américain, auteur de Bulfinch's Mythology.
- Franklin Pierce (1820), 14e président des États-Unis
- John Parker Hale (c. 1824), sénateur, abolitionniste du New Hampshire
- Robert Todd Lincoln (1860), fils du président Abraham Lincoln, secrétaire à la Marine des États-Unis.
- Frederick Winslow Taylor (1874), président de l'American Society of Mechanical Engineers (ASME) en 1906-1907.
- Booth Tarkington (1889), prix Pulitzer.
- Robert Benchley (1908), humoriste, scénariste et acteur américain.
- Howard Hawks (1914), metteur en scène américain. Résidait au Webster Hall.
- Werner Janssen (1916?), chef d'orchestre et compositeur.
- Dwight Macdonald (1925), auteur et critique littéraire.
- Walter A. Brown (1926), premier propriétaire des Boston Celtics[29].
- James Agee (1928), auteur et critique littéraire.
- Robert George Wilmers (1934 -2017), banquier milliardaire américain.
- Lex Barker (1938), acteur américain.
- Gore Vidal (1943), romancier, acteur, auteur pour le théâtre, le cinéma, et la télévision et essayiste américain.
- George Plimpton (1944), auteur, éditeur, journaliste, acteur.
- John Knowles (1945), auteur.
- Thomas P. Hoving (1949), ancien directeur du Metropolitan Museum of Art de New York.
- David Mumford (1952), mathématicien, lauréat de la médaille Fields
- John D. « Jay » Rockefeller IV (1954), sénateur démocrate de Virginie.
- Stewart Brand (1956), l'un des auteurs, éditeur et créateur du Whole Earth Catalog.
- John Negroponte (1956), diplomate américain, premier directeur du renseignement national.
- Peter Benchley (1957), journaliste, rédacteur de discours présidentiels, auteur et scénariste (Les Dents de la mer).
- Robert A.F. Thurman (1958), premier américain ordonné prêtre bouddhiste en 1964, expert du bouddhisme tibétain.
- Daniel Dennett (1959), philosophe.
- John Irving (1961), auteur notamment du roman Le Monde selon Garp, et de nombreux livres inspiré de ses études à Exeter.
- Terry Goddard (1965), procureur général de l'Arizona depuis 2002, actuel maire de Phoenix.
- Judd Gregg (1965), sénateur au Congrès des États-Unis.
- Craig Roberts Stapleton (1963), ambassadeur des États-Unis en France.
- Kent Conrad (1966), sénateur du Dakota du Nord.
- Fred Grandy (1966), acteur, politicien, commentateur politique.
- Lawrence Lasker (1967), producteur et scénariste.
- John Katzenbach (1968), chroniqueur judiciaire, auteur de romans policiers.
- Charlie Hunter (1976), guitariste de jazz.
- Catherine Disher (1978), actrice canadienne.
- Michael Cerveris (1979), acteur et musicien américain.
- Paul Klebnikov (1981), journaliste américain d'origine russe, assassiné à Moscou.
- Greg Daniels (1981), scénariste, producteur, réalisateur et acteur américain.
- Dan Brown (1982), professeur d'anglais à la Phillips Exeter Academy, auteur (The Da Vinci Code).
- Peter Orszag (1987), premier directeur du Bureau de la gestion et du budget de l'administration Obama[30].
- China Forbes (1988), musicienne (chanteuse du groupe Pink Martini).
- Adrian Dearnell (1990), journaliste économique et financier franco-américain.
- Jeff Ma (1990), membre du MIT Blackjack Team dans le milieu des années 1990.
- Alessandro Nivola (1990), acteur.
- Jedediah Purdy (1992), auteur, enseignant à l'université Duke.
- John Forté (1993), musicien, rappeur et producteur.
- Win Butler (1998), musicien (chanteur du groupe Arcade Fire).
- William Butler (2001), musicien du groupe Arcade Fire, frère de Win.
- Mark Zuckerberg (2002), fondateur de Facebook.
- Erik Per Sullivan (2009), musicien, acteur (dont le rôle de Dewey dans la série Malcolm).
- Shani Boianjiu, écrivaine israélienne.

## Autres programmes d'études

### Summer School
Phillips Exeter reçoit chaque été environ 700 étudiants lors d'un cursus de cinq semaines, qui peuvent venir de quarante états américains et d'une dizaine de pays.
Cette session estivale est divisée en deux programmes de niveaux différents : Upper School, un assortiment de cours pour des élèves de la seconde à la terminale (grades 10 à 12) ou au-delà (postgraduate), et Access Exeter, un programme ciblant des élèves de quatrième et troisième (grades 8 à 9) avec des cours accélérés dans les domaines des arts, des sciences, et de l'écriture, et qui peuvent servir de base aux futurs élèves d'Exeter ; le cursus est divisé en six modules de trois cours autour d'un thème central.
D'autres programmes d'été permettent également aux étudiants d'Exeter de se confronter à d'autres lieux d'étude, hors du campus (autres grandes écoles) et même à l'étranger.

### Ateliers
Exeter propose de nombreux ateliers et conférences pour des enseignants de lycées, parmi lesquels The Exeter Math Institute, The Exeter Humanities Institute (lettres), The Math, Science and Technology Conference, The Exeter Astronomy Conference, et The Shakespeare Conference.
Le programme On Beyond Exeter - « Au-delà d'Exeter » - est une session d'une semaine destinée aux anciens élèves.

### Faits historiques
En 1952, Phillips Exeter Academy avec la Phillips Academy, la Lawrenceville School, l'université Harvard, l'université de Princeton et l'université Yale, ont publié l'étude General Education in School and College: A Committee Report - « L'enseignement général au collège et au lycée : compte-rendu de commission » -. Ce rapport recommandait la mise en place d'examens pour classer les élèves à leur entrée à l'université. Il fut préliminaire à la mise en place du programme Advanced Placement,.
En 1965, Exeter devient le deuxième établissement américain à adhérer au School Year Abroad (en), un programme d'études d'un an à l'étranger.

## Exeter dans la culture
Certaines œuvres littéraires s'inspirent d'Exeter et décrivent la vie de ses étudiants. Beaucoup sont écrites par d'anciens élèves qui changent le nom de l'école :
- Une paix séparée (A Separate Peace), de John Knowles (promotion 1945) : l'histoire se déroule à Devon, une Exeter à peine voilée, pendant l'été 1942. Une scène importante du roman (paru en 1959) se déroule dans la chapelle (Academy Building). Un film inspiré de ce roman éponyme a été tourné sur le campus en 1972 par Larry Peerce.
- Une prière pour Owen (A Prayer for Owen Meany), de John Irving (1961) : le narrateur, John Wheelwright (Irving a vécu avec ses parents à Wheelwright Hall, et Wheelwright fut le fondateur de la ville d'Exeter) et son meilleur ami Owen Meany sont étudiants à la Gravesend Academy, qui s'inspire d'Exeter. Owen écrit une rubrique populaire dans le journal The Grave (inspiré par The exonian), appelée « The Voice », qui est très critique envers l'administration de l'école et la guerre du Viêt Nam entre autres sujets. Le livre a été adapté plus tard pour le film Simon Birch de Mark Steven Johnson en 1998, bien qu'il ne soit fait aucune référence à Exeter dans le film.
- Le Monde selon Garp (The World According to Garp), de John Irving (1978) : le héros, T.S. Garp, est le fils unique et illégitime de Jenny Fields, l'infirmière de la Steering School, nom fictif d'Exeter dans le roman. Le jeune Garp grandit dans l'infirmerie de Steering, puis intègre l'école et rejoint son équipe de lutte. Le livre a fait l'objet d'une adaptation au cinéma par George Roy Hill avec Robin Williams et Glenn Close.
- Thé et Sympathie (Tea and Sympathy, 1953) : cette pièce de théâtre (et plus tard un film) de Robert Anderson a pour sujet les questionnements d'un étudiant pensionnaire à Exeter.
- In Revere, in Those Days : le roman de Roland Merullo (en) raconte ce que fait un jeune garçon qui, au lieu de fréquenter l'école publique dans sa ville à majorité italienne, dans le Massachusetts, entre à Exeter et joue au hockey.
- Warren Worthington III de Marvel Comics, connu aussi sous le nom de Angel, entre à Exeter où il va finalement bénéficier d'une bourse d'études pour « enfant mutant »[35]. Plus tard, d'autres membres des X-Terminators (en) entreront aussi à Exeter grâce à sa bourse, et se feront tourmenter par les autres élèves[35].
- Patrick Bateman, l'anti-héros du roman American Psycho de Bret Easton Ellis (1991) a suivi ses études à la Phillips Exeter Academy à partir de 1980 avant d'entrer à Harvard et à la Harvard Business School.
- Corrie Swanson, adolescente rebelle du roman Les Croissements de la nuit de Douglas Preston et Lincoln Child (2003), se voit offrir des études à Exeter par son protecteur Aloysius Pendergast.